# Рік Кота (срібна монета)
«Рік Кота́» — пам'ятна срібна монета номіналом 5 гривень, випущена Національним банком України, присвячена року Кота, одній із тварин східного календаря, який засновано на дванадцятирічному циклі Юпітера — найбільшої планети Сонячної системи.
Монету введено в обіг 5 січня 2011 року. Вона належить до серії «Східний календар».

## Опис монети та характеристики
| Номінал грн. | Метал            | Маса, г       | Діаметр, мм | Якість виготовлення | Гурт     | Тираж, штук |
| ------------ | ---------------- | ------------- | ----------- | ------------------- | -------- | ----------- |
| 5            | срібло 925 проби | 15,55 / 16,81 | 33,0        | пруф                | рифлений | 20 000      |

### Аверс
На аверсі монети розміщено: угорі — малий Державний Герб України, під яким — напис «НАЦІОНАЛЬНИЙ БАНК»/ «УКРАЇНИ» в оточенні стилізованого рослинного орнаменту, номінал «5»/ «ГРИВЕНЬ»; унизу — рік карбування монети «2011», а також позначення металу, його проби — «Ag 925», маси в чистоті — «15,55» та логотип Монетного двору Національного банку України.

### Реверс
На реверсі монети в оточенні стилізованого рослинного орнаменту зображено в лубочному стилі кота (очі із зеленого альпініту). Над цією композицією і під нею розміщено абрисні фігурки всіх 12 символів східного календаря.

## Автори

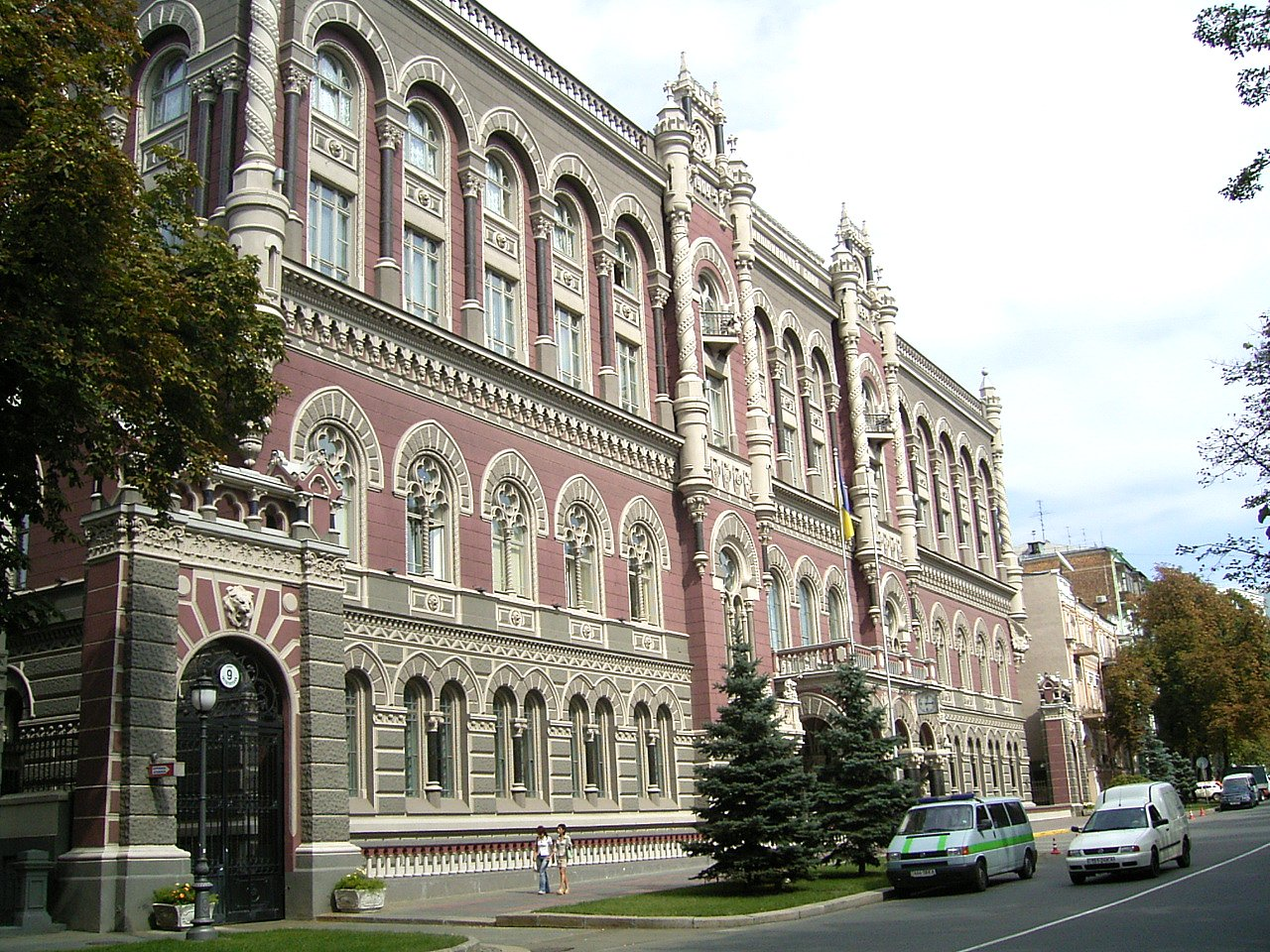
Будівля Національного банку України

- Художники: Таран Володимир, Харук Олександр, Харук Сергій.
- Скульптори: Дем'яненко Анатолій, Дем'яненко Володимир.

## Вартість монети
Ціна монети — 390 гривень була вказана на сайті Національного банку України в 2012 році.
Фактична приблизна вартість монети, з роками змінювалася так:
| Рік        | 2011 | 2012 | 2013 | 2014 | 2015 | 2016 | 2017 | 2018 | 2019 | 2020 | 2021  | 2022  | 2023  | 2024  | 2025  |
| ---------- | ---- | ---- | ---- | ---- | ---- | ---- | ---- | ---- | ---- | ---- | ----- | ----- | ----- | ----- | ----- |
| Ціна, грн. | 340  | 450  | 460  | 490  | 650  | 590  | 670  | 670  | 600  | 640  | 1 500 | 1 500 | 1 750 | 2 100 | 2 700 |